# Rudabánya
Rudabánya est une ville et une commune du comitat de Borsod-Abaúj-Zemplén en Hongrie.
Elle est connue comme le lieu de découverte d'un hominidé d'il y a 12 millions d'années, le Dryopithecus brancoi, anciennement appelé Rudapithecus hungaricus (Kretzoi, 1969).

## Villes jumelées
- Dobšiná (Slovaquie) depuis 2011
- Borsec (Roumanie) depuis 2012